# Campanula pinnatifida
Campanula pinnatifida là loài thực vật có hoa trong họ Hoa chuông. Loài này được Hub.-Mor. mô tả khoa học đầu tiên năm 1963.